# 棉花路
棉花路（英語：Cotton Path）是位於香港灣仔區銅鑼灣的一條單向東行的街道。

## 歷史
19世紀末，怡和洋行在此處創辦了香港首間棉紡織廠「香港棉紡織染公司」（Hongkong Cotton-spinning, Weaving and Dyeing Company），街道因而得名。

## 途經街道

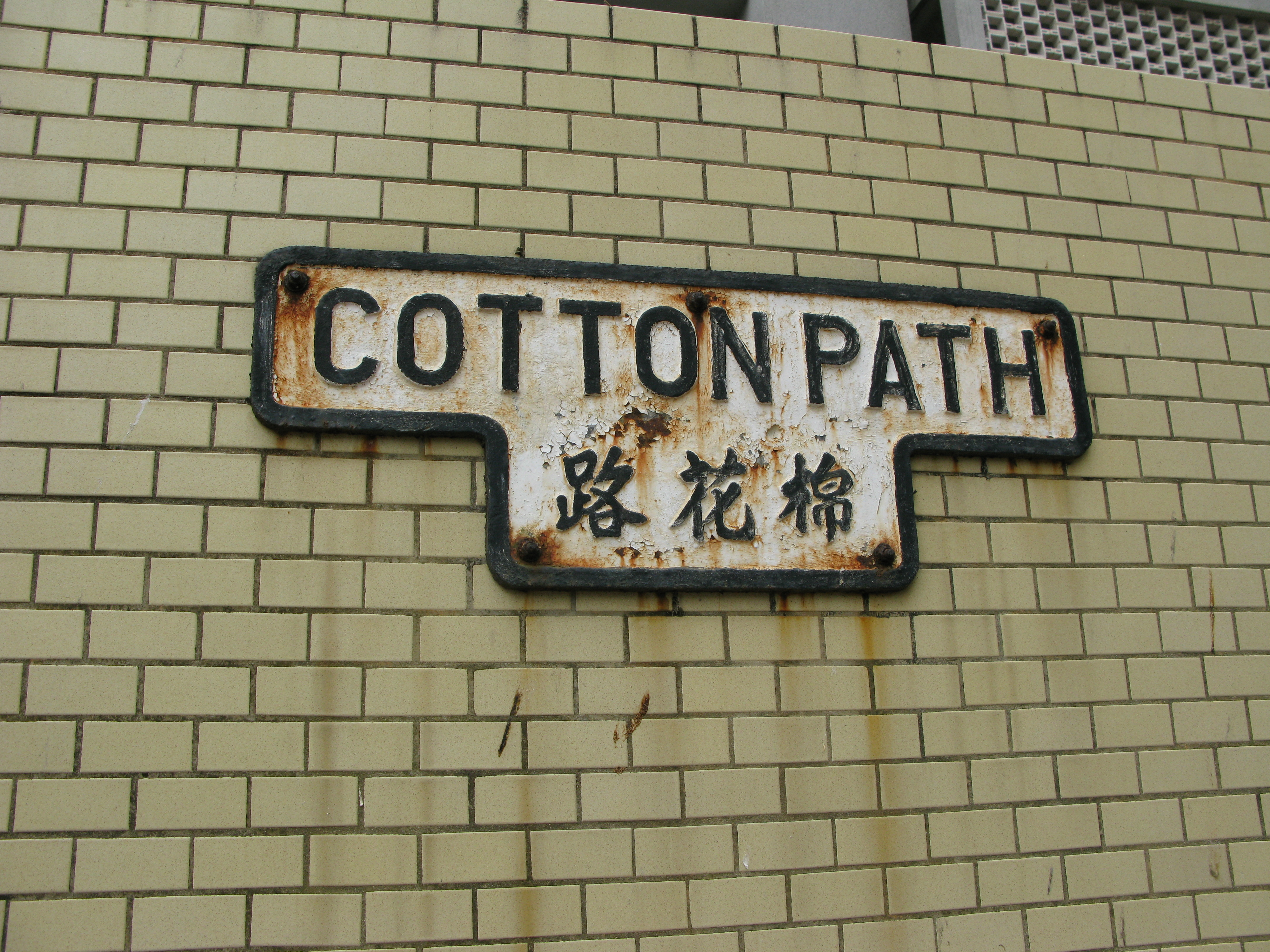
棉花路的舊式T字型街道牌

由西至東：
- 加路連山道
- 東院道

## 著名建築物

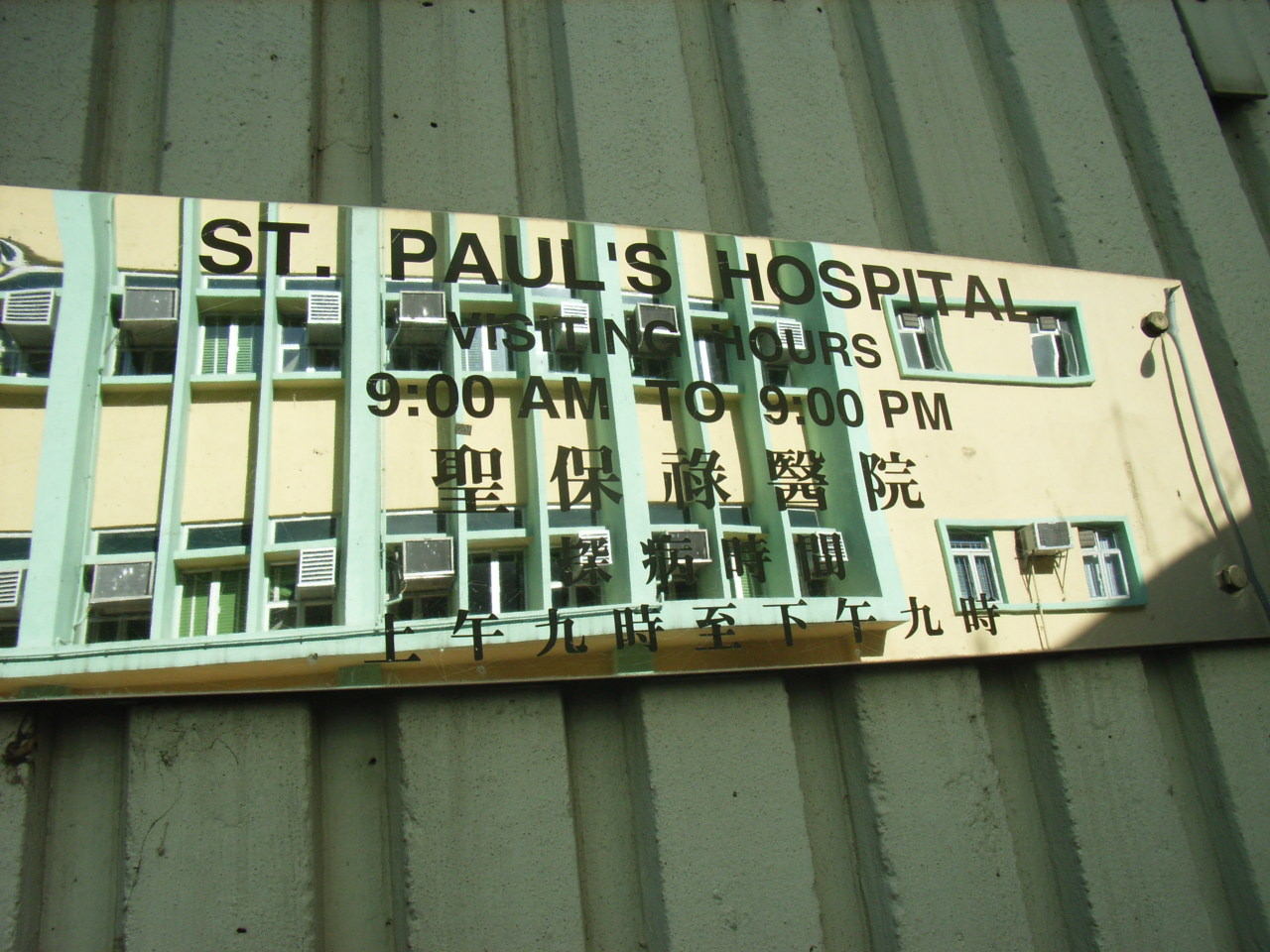
聖保祿醫院的開放時間

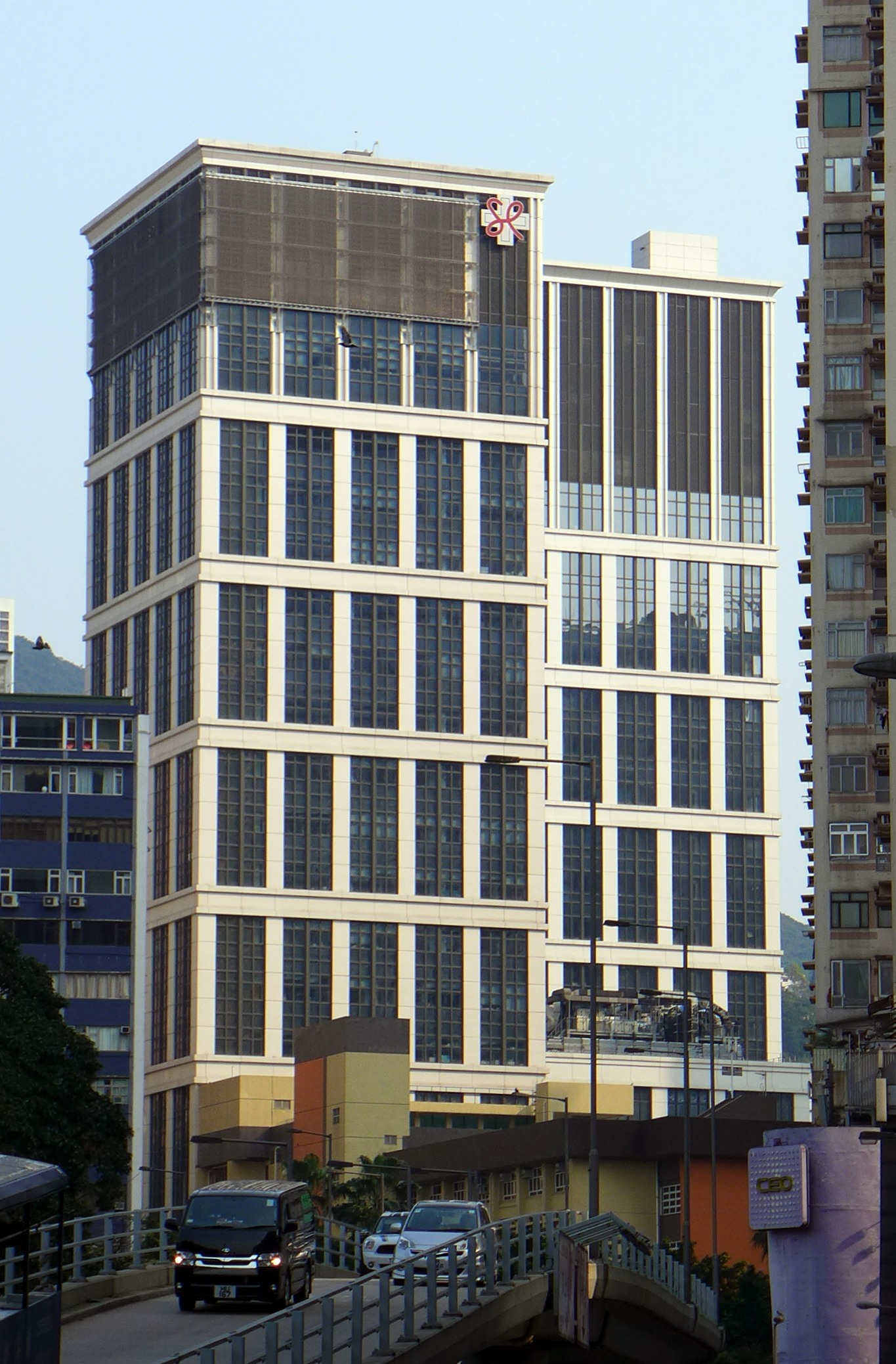
聖保祿醫院A座及B座大樓

棉花路上只有三座建築物，分別是紀律部隊人員體育及康樂會、聖保祿修院及聖保祿醫院。

## 交通

### 巴士路線
只有一條巴士路線以棉花路為總站，為九巴開設的過海隧道巴士936線，而離棉花路最近的巴士中途站，則為東院道聖光堂外的城巴5B線及新巴8H線巴士站。
如政府大球場有特別活動，棉花路末端會特别加開117R巴士線車前往旺角，額滿即開。

### 小巴路線
沒有小巴路線直接途經棉花路。

## 外部連結
维基共享资源上的相關多媒體資源：棉花路